# Dowelltown
Dowelltown – miasto w Stanach Zjednoczonych, w stanie Tennessee, w hrabstwie DeKalb.